# ガガンボ
ガガンボ（大蚊）は、双翅目・糸角亜目・ガガンボ科 (Tipulidae) に属する昆虫の1分類群である。

## 概要
世界中に分布する昆虫であり、日本でもかなりの数の種類を目にすることができる。
成虫の形態は、カ（蚊）を一回り大きくしたような外見を持つ種類が多い。ただし、蚊と違い人や動物を刺して吸血することは無く、花の蜜を主食としている（後述）。また、体も貧弱で死骸も突っつけばすぐバラバラになってしまう。飛行速度についても決して敏速ではなく、1か所を重点的に飛び回ることが多い。しかし、人口密度の高い地域では身を守ったり天敵を回避したりするために一時的に素早く飛ぶ場合がある。とはいえ、実際はあまり強い虫ではない。
光に誘われる走光性が強いため、夜間は隙間から屋内に入ってくることもある。それゆえ、製造工場などでは混入異物となる危険性がある。

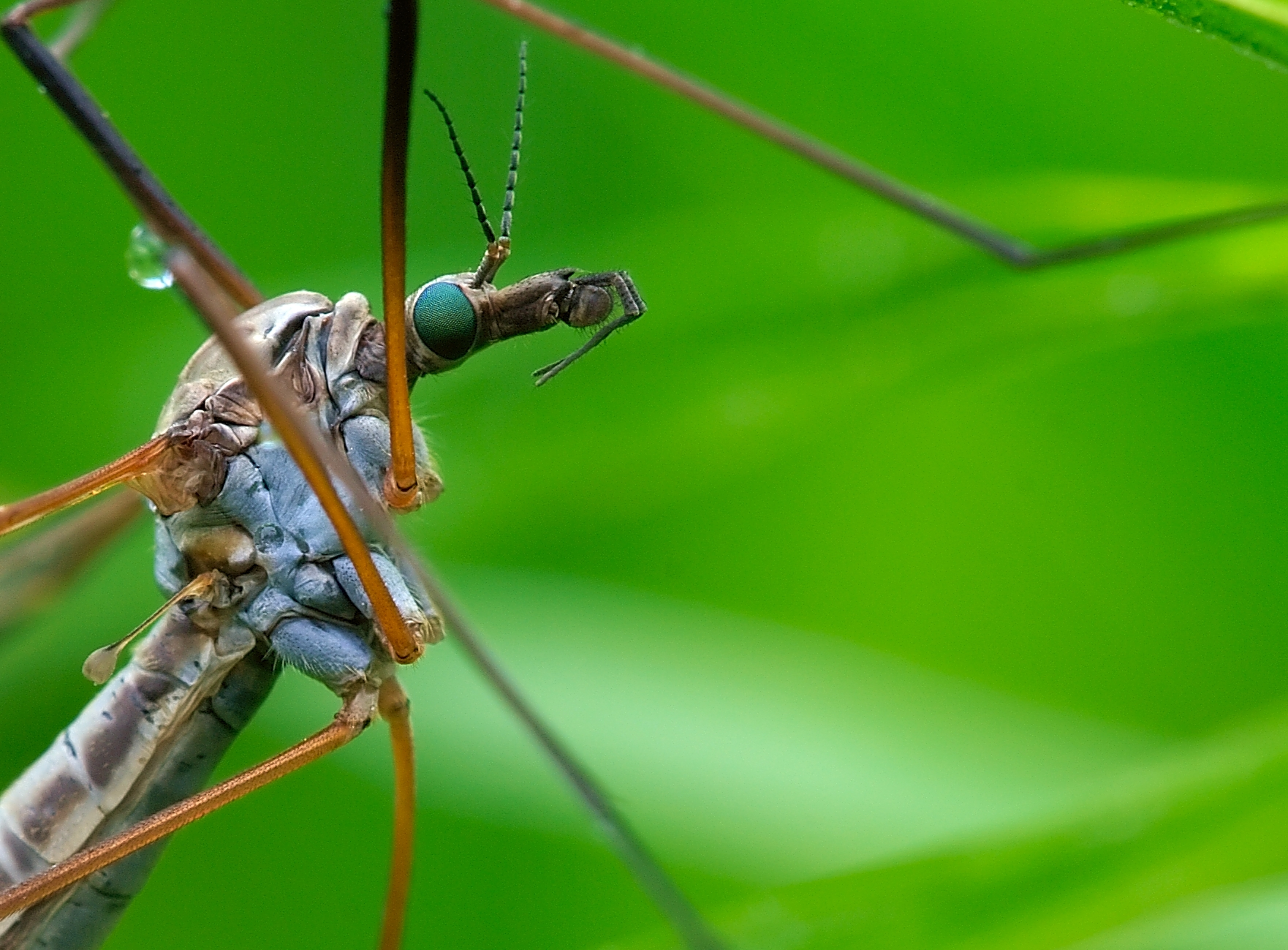

完全変態であり、幼虫は土中や水中で生活する。土の中で植物の根を食べるため、田園などでは害虫にもなりうる。例として、キリウジガガンボがイネの根を食べることが挙げられる。また、新鮮な植物だけでなく死んだ植物も栄養源としている。成虫は主に花の蜜を主食とし、寿命は10日ほどである。

## 名称
「蚊の母」を意味しており、元はカガンボだったのがなまってガガンボとして普及した。
日本各地でさまざまな地方名があり、カトンボやアシナガトンボなどが広く知られる。

## 天敵
幼虫は寄生バエ類などに寄生されることもある。寄生菌では硬化菌の2種が確認され、蛹の天敵としては冬虫夏草となる寄生菌の報告がある。そのほか、成虫も含めると鳥類、スズメバチ、カマキリなど。

## 日本における分布
日本各地に生息している。
ミカドガガンボ（Ctenacroscelis mikado）、キリウジガガンボ（Tipula (Yamatotipula) aino）などは、本州、四国、九州などに広く生息するほか、ベッコウガガンボ（Ctenophora (Dictenophora) pictipennis fasciata）などは日本全国に生息している。周囲の自然が綺麗な場合、公園や川原など市街地でも見ることができる。